# Norrtälje (comune)
Norrtälje è un comune svedese di 56.109 abitanti, situato nella contea di Stoccolma. Il suo capoluogo è la città omonima.
Con una superficie di più di 2.100 chilometri quadrati, è la municipalità più estesa della Contea di Stoccolma, della quale occupa l'intera sezione settentrionale.

## Località
Nel territorio comunale sono comprese le seguenti aree urbane (tätort):
- Älmsta
- Bergshamra
- Edsbro
- Grisslehamn
- Hallstavik
- Herräng
- Norrtälje
- Östhamra
- Rånäs
- Riala
- Rimbo
- Skebobruk
- Söderby-Karl
- Södersvik
- Spillersboda
- Svanberga

## Amministrazione

### Gemellaggi
- Sicaya
- Paldiski
- Kärdla
- Vihti
- Ruijena
- Pskov